# Candalides moera
Candalides moera är en fjärilsart som beskrevs av Rosens. Candalides moera ingår i släktet Candalides och familjen juvelvingar. Inga underarter finns listade i Catalogue of Life.